# Taz Tatarski
Taz Tatarski (en rus: Таз Татарский) és un poble del krai de Perm, a Rússia, que en el cens del 2010 tenia 174 habitants.